# Pan de Cadeate

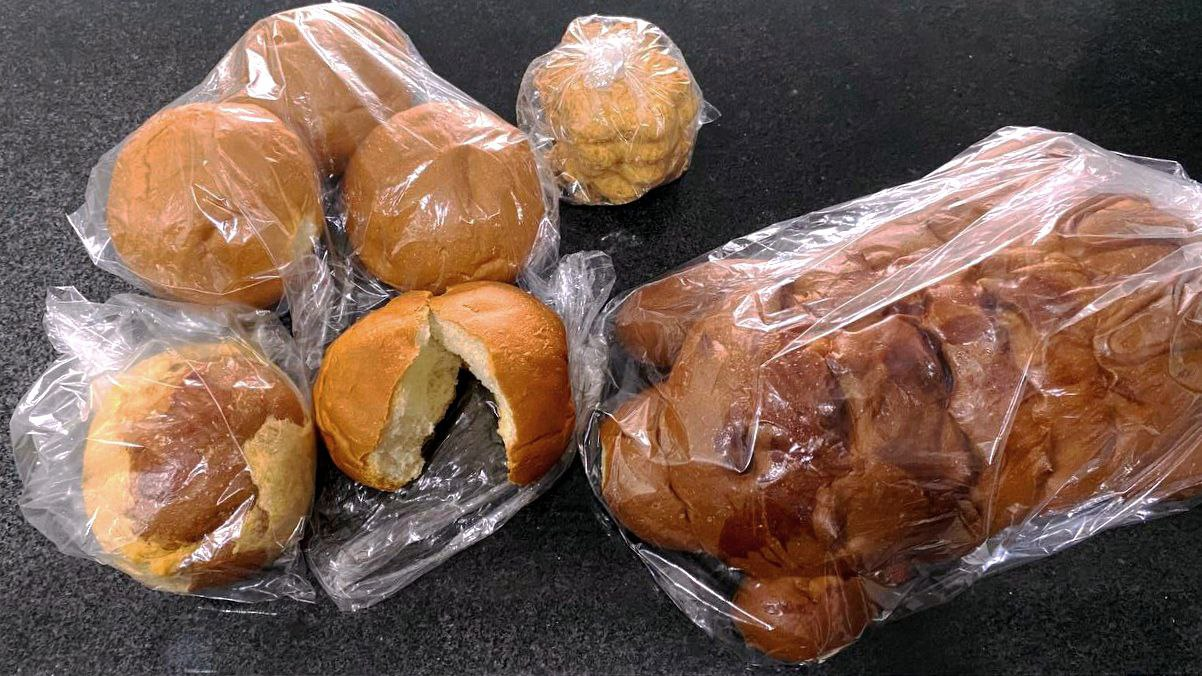
Variedades de pan de la comuna de Cadeate: pan de dulce, galletas de coco, pan mixto, pan de tortuga.

El pan de Cadeate, se denomina a las variedades de pan ecuatoriano elaborado en la comuna de su mismo nombre, Cadeate, y su comuna es la única de la Costa ecuatoriana que, junto a las ciudades de Ambato, Loja y Cuenca (que son de la Sierra ecuatoriana), es reconocida por su pan a nivel nacional.
Actualmente, el 70% de la población de Cadeate se dedica a la elaboración de este pan y son famosas las panaderías que siguen elaborando pan a mano y en horno de leña. Existen alrededor de 50 panaderías en la comuna costera de Cadeate, y en buena parte del sur de Manabí, en el sector entre Machalilla y Ayampe. Con una población de 2 mil habitantes, es considerada la capital del pan ya que gran parte de sus habitantes se dedica a la panificación.

## Historia
A principios de 1900, Cadeate era un pueblo dedicado a la pesca, la agricultura y el cultivo de paja toquilla para la fabricación de sombreros. La paja se transportaba a lomo de caballo hasta el puerto contiguo de Manglaralto para ser exportada a varios destinos. Se cree que algún extranjero que llegó allí a comprar paja toquilla enseñó a algunos habitantes de Cadeate a hacer pan siguiendo la tradición europea y posiblemente también a construir los grandes hornos de barro con los que comenzó la panificación en el lugar.
Víctor Yagual fue el primero que impulsó la venta de pan de leña en la comuna de Cadeate a principios del siglo XX,  luego de aprender cómo preparar en Guayaquil. Con Yagual trabajó el padre de Francisco Reyes Soto. Luego, Francisco Reyes Soto o “Don Pancho” como le llaman los comuneros, transmitió todos sus conocimientos a los comuneros que fueron ayudantes en su panadería, así, les ayudó luego a independizarse con sus panaderías. Así, la comuna comenzó a ser famosa en toda la provincia de Santa Elena y a turistas locales que pasaban por la Ruta del Spondylus.
Este oficio se popularizó durante la década de los sesenta, cuando las sequías recurrentes agotaron la fertilidad de la tierra y el mar en la zona se volvió cada vez más peligroso para la pesca. Muchos de los desempleados encontraron empleo en la construcción, mientras que otros optaron por aprender el arte de hacer pan. Construyeron hornos de barro en sus propias casas y establecieron pequeños negocios panaderos en la localidad. Actualmente posee una riqueza gastronómica y diversa.
La Prefectura de Santa Elena realizó en 2016 con la colaboración de ACE Santa Elena un taller para tecnificar a los productores de pan de la comuna.
La Fabril en el 2018 organizó un evento denominado Cadeate Pan Fest en el que se graduaron a 39 panificadores y se reconoció al mejor estudiante egresado: John Tomalá Reyes. De ganadores al “Pan más innovador” tuvo de ganadora a la panadera Maritza Figueroa Floreano y en la categoría de “El relleno maestro” a Jorge Reyes Suárez.
Los escultores Beto y Manuel Suárez el domingo 20 de junio del 2021 hicieron una escultura de 2,26 metros de alto en homenaje a Francisco Reyes Soto, a quien en Cadeate lo conocen como “el maestro del pan” y en ese entonces cumplía 92 años.

## Características
El pan en Cadeate es reconocido por tener un color más oscuro que el pan industrial y por dentro es de color muy claro, suave y sin espacios de aire por lo cual satisface el hambre.
Está hecho con harina de trigo, huevos, mantequilla y levadura. Se puede añadir canela, clavo de olor, pasas o fruta confitada.
Los panes grandes en forma de animales son los más famosos, hay en forma de tortuga y de cocodrilo, a veces venden otros. El sabor de estos panes suele ser de canela o chocolate.

## Variedades
- Pan de dulce.
- Pan enrollado, también llamado pan de sal.
- Pan mixto. (sal y dulce)
- Pan de tortuga (con forma de tortuga, el más famoso).
- Pan de cocodrilo (con la forma de cocodrilo, también elaboran panes con forma de otros animales para las ferias anuales).
- Pan de muerto (entre octubre y noviembre por el Día de los difuntos).

También elaboran dulces como:
- Rosquitas.
- Cakes.
- Orejitas.
- Galletas de vainilla o coco.

## Vida de los panaderos
- Los hornos de barro han pasado de generación en generación y duran un poco más de 45 años.
- Los panaderos tradicionales comienzan a elaborar pan desde las 4 de la mañana y abren sus negocios entre las 6 y 7 de la mañana.
- Los panaderos más jóvenes se comienzan a tecnificar y dejar de lado el horno de barro artesanal cuando estos se dañan, cambiando por los de gas.[10]